# Капка Георгиева-Панайотова
Вижте пояснителната страница за други личности с името Капка Георгиева.
Капка Георгиева-Панайотова е българска състезателка по академично гребане. Тя е рулеви на четворката скул без кърмчия, спечелила сребърен медал от олимпиадата в Монреал през 1976 година. Другите участнички в българския екипаж са – Рени Йорданова, Гинка Гюрова, Лиляна Васева и Марийка Модева.